# 棕尾副獅子魚
棕尾副獅子魚，為輻鰭魚綱鮋形目杜父魚亞目獅子魚科的其中一種，分布於東印度洋塔斯馬尼亞島西部海域，棲息深度2585-3040公尺，體長可達12.7公分，為深海底棲性魚類，屬肉食性，生活習性不明。

## 擴展閱讀
維基物種上的相關：棕尾副獅子魚